# Mackenzie Blackwood
Mackenzie Blackwood (Thunder Bay, Ontario, 9 de diciembre de 1996) es un jugador profesional canadiense de hockey sobre hielo que se desempeña en la posición de guardameta en San Jose Sharks, equipo de la National Hockey League (NHL).

## Carrera
Fue seleccionado en la segunda ronda en la NHL Entry Draft de 2015. En 2018 hizo su debut profesional con el equipo New Jersey Devils, en el cual jugó cinco temporadas (2018-2023), después pasó a San Jose Sharks, donde lleva jugando una temporada.